# Virginio de Carvalho
Virginio José de Carvalho Neto (Aracaju, 17 de abril de 1953) é um pastor evangélico e político brasileiro, filiado ao União Brasil (UNIÃO). Foi o presidente da Assembleia de Deus em Sergipe, de 1993 a 2023.  
Em 2006 foi eleito suplente da senadora Maria do Carmo Alves (DEM) pelo estado de Sergipe, na qual ele assumiu o cargo quando ela se licenciou por problemas de saúde em março de 2008.
Em outubro de 2016, após licença da titular Maria do Carmo Alves e do primeiro suplente Ricardo Franco, assume o mandato para o exercício no Senado Federal. 
Voltou a assumir a cadeira no senado em 16 de julho de 2021, após licença não remunerada de 120 dias da senadora Maria do Carmo Alves. Assumiu durante o recesso congressual para garantir um novo passaporte diplomático e usá-lo em viagem ao Iraque.

## Biografia
Doutor em teologia pela Faculdade de Teologia Filadélfia Internacional, Recife, Pernambuco, casou-se com Rosa Angélica de Carvalho em 05 de janeiro de 1974.
Recebeu vários títulos e homenagens como a comenda da Cruz do Mérito Filosófico e Cultural, em São Paulo, pelos relevantes serviços prestados ao Estado na área cultural, e a Comenda do Mérito Aperipê , pelos relevantes serviços prestados ao Estado de Sergipe.
Foi homenageado pela Assembleia Legislativa do Estado de Sergipe recebendo o Diploma do Mérito Pastoral e recebeu Título de Cidadania das Câmaras Municipais de Lagarto, Neópolis, Nossa Senhora Da Glória, Nossa Senhora De Lourdes, Graccho Cardoso, Brejo Grande, Japaratuba, Estância, Muribeca, Canindé De São Francisco, Rosário Do Catete, Aquidabã,  Nossa Senhora Do Socorro, Ribeirópolis, Poço Verde, São Domingos, Itabi, Poço Redondo, Arauá, Itabaiana, Siriri, São Cristóvão, Canhoba, Umbauba, Boquim, Itabaianinha, Maruim, Monte Alegre, General Maynard, Feira Nova, Salgado, Laranjeiras, Gararu. Itaporanga D Ajuda, Simão Dias , Amparo Do São Francisco, Porto Da Folha, Capela, Campo Do Brito, Santa Luzia Do Itanhy, Frei Paulo, Nossa Senhora Das Dores, Propriá e Carmópolis.
Foi consagrado Ministro do Evangelho (Pastor) sob o registro nº 02905 da CGADB (Convenção Geral das Assembléias de Deus no Brasil), no dia 07 de setembro de 1973, com apenas 20 anos de idade, sendo o mais jovem Pastor a ser consagrado a tal título episcopal no Estado de Sergipe até hoje.
Foi enviado para missões episcopais na África e na Europa, tendo residido em Madagascar, na África do Sul, na França, em Portugal e na Suécia, atuando nesses últimos como representante da FILADÉLFIA FORSAMLINGENS I STOCKHOLM YTTRE MISSION. Foi Pastor Ensinador das Assembleias de Deus em Lisboa e ministrou estudos bíblicos e palestras sobre missões em várias Igrejas em Estocolmo.
De volta ao Brasil, em 1986, foi residir em Recife, capital do Estado de Pernambuco, onde exerceu a função de Diretor Social do Lar de Crianças de Abreu e Lima e realizou o projeto de abrigo, amparando 40 idosos.
Em 1989, enquanto realizava trabalho missionário em Johanesburgo, na África do Sul, sob a perspectiva de assumir o Pastorado da Igreja Evangélica Assembléia de Deus em Johanesburgo, foi eleito, por unanimidade, para a Presidência da CONEADESE - Convenção das Assembléias de Deus no Estado de Sergipe e da IEAD.SE - Igreja Evangélica Assembléia de Deus no Estado de Sergipe.
No Exterior, exerceu atividades de Assessor para Assuntos Missionários da FILADELFIA - FORSAMLINGENS I STOCKOLM YTTRE MISSION; foi Membro da Comissão de Missões e Conselheiro da Rádio Evangélica Boas Novas de Alegria, em Portugal.

## Política

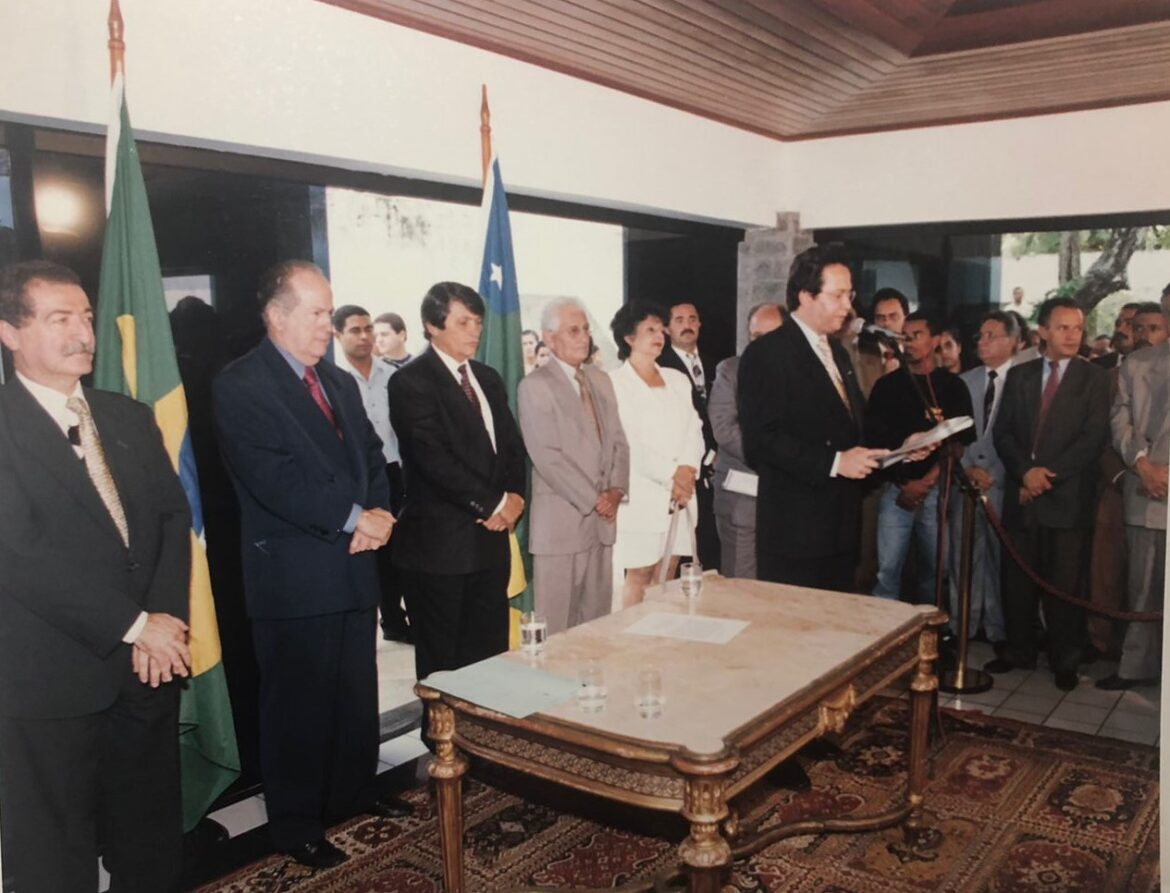
Posse de Vírginio de Carvalho como Secretário Estadual de Cultura

Foi secretário de cultura no Governo Albano Franco. A convite do Governador do Estado de Sergipe, Albano Franco, assumiu a Secretaria de Cultura de Sergipe no dia 08 de julho de 1997. A nomeação foi publicada na categoria dos Atos do poder executivo do Diário Oficial do Estado de Sergipe no dia 09 de julho do mesmo ano. Durante o tempo em que esteve à frente da pasta, o secretário de cultura, entregou instrumentos musicais para as bandas de sete prefeituras sergipanas, contemplando assim cidades de grande parte das regiões do estado. Realizou uma visita para fiscalização do acervo documental do estado de Sergipe, nas dependências do Arquivo Público de Sergipe, quando o local estava passando por reforma.
Em 1998 o estado de Roraima foi assolado por um dos maiores incêndios florestais de que se tem notícia na Amazônia. Por causa disso o Pr. Virginio, que na época além de Presidente das Assembleias de Deus no Estado de Sergipe, era também conselheiro da CPAD (Casa Publicadora das Assembleias de Deus), secretário de cultura do Governo Albano Franco e responsável no Brasil pela ajuda do Governo da Suécia, esteve em viagem ao estado para se encontrar para a comunidade evangélica e autoridade governamentais mobilizando todas as forças possíveis para que as famílias castigadas pela queimada e a seca recebam ajuda.